# Gornák
Le Gornák Rudny est un club de hockey sur glace de Rudny au Kazakhstan. Il évolue dans la Pro Hokei Ligasy.

## Palmarès
- Aucun trophée.

### Saisons au Kazakhstan
| Saison  | PJ | V  | VP | N | DP | D  | BP  | BC  | Pts | Classement | Séries éliminatoires        |
| ------- | -- | -- | -- | - | -- | -- | --- | --- | --- | ---------- | --------------------------- |
| 2007-08 |    |    |    | - |    |    |     |     |     | 2e/ place  | 2e/6 de la poule finale     |
| 2006-07 | 24 | 13 | 1  | 0 | 3  | 7  | 88  | 81  | 44  | 3e/7 place | Pas de séries éliminatoires |
| 2005-06 | 20 | 11 | 1  | 2 | 0  | 6  | 82  | 54  | 37  | 3e/6 place | Pas de séries éliminatoires |
| 2004-05 | 28 | 19 | 1  | 0 | 1  | 7  | 143 | 63  | 59  | 3e/8 place | Pas de séries éliminatoires |
| 2003-04 | 24 | 18 | -  | 1 | -  | 5  | 152 | 29  | 37  | 2e/7 place | Pas de séries éliminatoires |
| 2002-03 | 24 | 11 | -  | 2 | -  | 11 | 106 | 85  | 24  | 4e/7 place | Pas de séries éliminatoires |
| 2000-01 | 24 | 3  | -  | 0 | -  | 19 | 46  | 129 | 6   | 7e/7 place | Pas de séries éliminatoires |